# 道教

道教的宗教符號阴阳；也是太極圖的標誌

道教是起源于中國的民族宗教，據傳其思想最早源於黃帝（黃帝學派託言），而具組織性的修行团体的最早形式為于吉于公元126-144年间所開創的太平道和張道陵所創立的五斗米教（天師道的前身），奉道家創立者老聃为道祖（现存的少许分支教派对此稍有歧义，但大多数主要派系还是尊老子为道祖），最早可以上溯到原始社会时期中國人的祭天、祭祖等祭祀及巫術崇拜活动，至春秋战国时期吸收神仙方术产生了方仙道，後融合道家、陰陽家的「五行」、「陰陽」等思想合併形成黃帝學派，在漢代中后期形成黃老道，經南北朝時期的改革及佛教傳入一事所帶來的影響，及元、明時期的宗派融合，逐漸演變成現在人們所熟悉的道教。但自近代起，道教逐漸衰落。
道教是一個崇拜多位神祇的多神教，主要宗旨是達成長生不死、得道成仙、濟世救人等目標。道教在中國傳統文化圈中佔有重要地位，在現代世界也積極發展。为戰國時代諸子百家之一的道家只是哲学理论，道教吸收了以「道」及「德」为核心概念的理论体系，并且将哲學家神格化；但直到漢朝中後期才有教團產生。张陵在益州（在今四川省）的鹤鸣山修道，创立了天師道，信奉老子為太上老君，建立二十四治作为传教区域。至南北朝时道教宗教形式逐渐完善。唐代太宗皇帝因老子（太上老君）姓李，与国姓相同，於是尊封老子为唐室先祖。所信仰的神仙大致可分为两大类，即“神”和“仙”；其中， “神”指的是神祇，含天神、地祇、物灵等；“仙”指仙真，是后天经过修炼得道、神通广大、变化莫测而又长生不死之人。
道教以“道”为其教義的核心，认为“道”是化出中原万物的本原。道教（包括道家、術士等）、儒学和佛教合称「三教」，为中华传统文化的主要构成部分，是在其中占据着主导地位的理论学说和尋求有關实践練登圣的方法。
现在學術界所说的道教，是指在中国古代宗教的基础上，承袭了方仙道、黄老道和民间天神信仰等大部分宗教的相關观念及修持方法並逐步地形成的以“道”作为最高崇信對象。道教一詞被用來指稱主要奉太上老君为教主，並且以《道德经》等教典为修仙、修真境界主要经典和追求修炼得道的一种中國式宗教，道教成仙的主要方法大致可以歸納為五種，服食仙藥，外丹等，煉氣與導引，內丹修煉，並藉由道教科儀與本身法術修為等儀式及行善積德來功德成仙，常見後來的多為內丹修煉和功德成仙者與道術的修練者。
在漫長的歷史上，道教與佛教之間一直有着複雜的互動。佛教在傳入中華一段時間後，便開始與中華本土宗教互相競爭，个别僧尼曾經把當時本土宗教所崇拜的各種鬼神斥為邪惡的狐鬼精魅以試圖突顯正義的佛門弟徒所具有的優勢。然而，有人認為佛教刚传入中国时，曾經借用道教所使用的词語来阐述佛教思想，让人們更容易理解和传播，而道教也吸收了佛教的许多相關觀念，以此使道教的内涵變得丰富，故此佛教與道教互相包容和和谐地共同发展一事是歷史上它們之間的互動的主流趨勢。

## 發展歷史

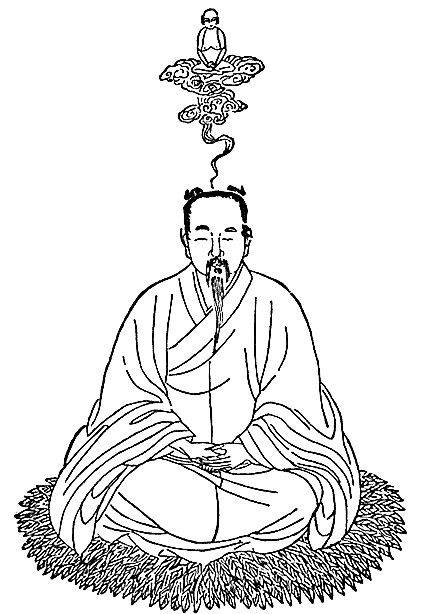
顯示了一名正在修行中的道士的形象的畫像

### 起源
道教是中國土生土長的宗教。其科仪与祭祀最早可追溯於原始社會時期的崇拜天地、自然與鬼神，從最早的与鬼神溝通的卜筮等多種方式，原始宗教逐漸演變成商周時期的祭祀上天和祖先。
到春秋戰國時期，原始宗教經歷了顯著的演變，並與社會文化知識相分化。諸子百家尤以道、儒、墨為「顯學」；可追溯最早人与鬼神溝通的占卜草筮及原始時期的崇拜自然與鬼神的陰陽家、神仙家與此同時興起，各種尋找神仙及“長生不老藥”的活動，屢見於史書。這一時期，逐漸產生了方仙道、黃老道等作為古道教的前身的派別。

### 創立

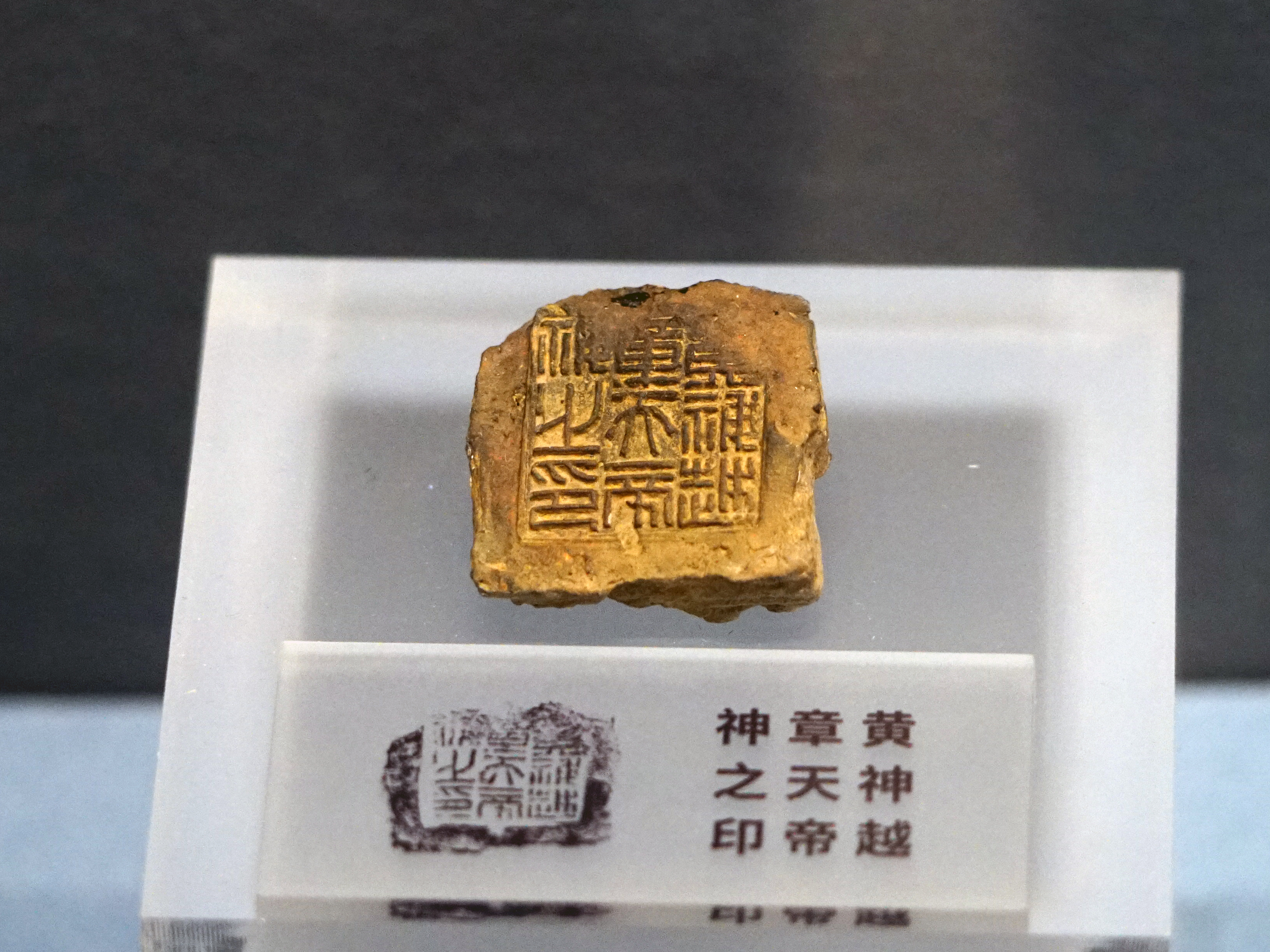
云南河泊所西汉遗址（益州益州郡滇池县）出土的道教“黃神越章天帝神之印”封泥

東漢末年，張道陵在西南蜀地益州（在今成都）稱得太上老君（老子）「授以三天正法，命為天師」，從而創立了正一道（又稱天師道、五斗米道）。在中原，也有張角創立了太平道，宣稱「蒼天已死，黃天當立」，組織民眾起事反抗東漢王朝（史稱黃巾之亂或黃巾起義）。正一道和太平道的出現，標誌著道教開始成為有嚴密思想體系和組織制度的宗教。在這種社會背景下，訂定道教經書的主要创始人物张道陵綜合傳統的鬼神崇拜、神仙思想、陰陽術數、卜筮巫术，并與漢代所崇尚黃老道思潮逐漸融合。道教教派也於此時形成，道教的宗教形態初具。。
道教教義主要融合自道家學說。道教与道家是不同的，因为道家是學說，无宗教形態；道教是宗教，虽奉老子为教主，莊子為祖师，但其主张与老莊的思想并不完全一致，而更多得益於汉初盛行的以黃帝、老子之名言修道养寿的黄老道。道教的另一渊源是始於战国、盛於秦汉的方仙道。方仙道分行气（含导引）、服饵、房中三派。行气派尊彭祖、王乔、赤松子为始祖；服饵派以羡门、安期生为代表；房中派以容成、务成子为代表。此外，亦可遥追殷商的鬼神崇拜。
也有學者指出，早在東漢之前道教已有許多宗派，以史籍所載所曰，有關張陵、張魯的事蹪，來論述道教不創自三張父子，而《後漢書》有文於下：「張魯字公旗。初祖父陵，順帝時客於蜀，學道鶴鳴山中，造作符書以惑百姓。受其道者輒出米五斗，故謂之米賊。陵傳子衡，衡傳於魯，魯遂自號師君。其來學者，被名為鬼卒，後號祭酒。祭酒各領部眾，眾多者名曰理頭。皆校以誠信，不聽欺妄。有病，但令首過而已。諸祭酒各起義舍於路，同之亭傳，縣置米肉以給行旅。食者量腹取足，過多則鬼能病之。犯法者先加三原，然後行刑，不置長吏，以祭酒為理，民夷信向。朝廷不能討，遂就拜魯鎮夷中郎將，領漢寧太守，通其貢獻。」
又《三國志·張魯傳》劉宋、裴松之注引《典略》：「熹平中（熹平為漢靈帝年號，172—177年），妖賊大起，三輔有駱曜。「光和中（光和為漢靈帝年號），東方有張角，漢中有張脩。駱曜教民緬匿法，角為太平道，脩為五斗米道。太平道者，師持九節杖，為符祝（咒）。教病人叩頭思過，因以符水飲之，得病或日淺而愈者，則云此人信道；其或不愈，則為不信道。脩法略與角同，加施靜室，使病者處其中思過；又使人為監令、祭酒。祭酒主以老子五文，使都習，號為監令，為鬼吏，主為病者請禱。請禱之法，書病人姓名，說服罪之意，作三通，其一上之天，著山上；其一埋之地；其一沉之水；謂之三官手書。使病者家出米五斗以為常，故號曰五斗米師。實無益於治病，但為淫妄，然小人昏愚，競共事之。後角被誅，脩亦亡。及魯在漢中，因其民信行脩業，遂增飾之。教使作義舍，以米肉置其中以止行人。又教使自隱，有小過者，當治道百步，則罪除。又依《月令》，春夏禁殺，又禁酒。流移寄在其地者，不敢不奉。」在《典略》這段文獻的記載中，裴松之誤以為張脩是張衡。姑且不論人名是否有誤；但可以很清楚看出當時的教派相當多；五斗米道與太平道一樣，都僅能算是道教的一個派別支流；在當時的道教，不僅僅是張陵張魯一家而已。而且或說張陵撰，或說張魯撰，常以「偽伎」一語，來攻襲其他教派，可以看出當時不僅道教的派別多，還常互相攻擊。又張道陵所傳之經，稱為正一經；而《雲笈七籤．卷六第四》：「《正一》者，真一為宗，大上所說。《正一經》，天師自云：『我受於太上老君，教以正一新出道法。謂之新者，物厭故舊，盛新，新出，名異實同，學正除邪，仍用舊文，承先經教，無所改造。亦教人學仙，皆用上古之法。』王長慮後改易師法，故撰傳錄文，名曰《正一新出儀》。」由張陵的標榜「新出」，可知當時舊經舊法固多。而通常宗教都是發展到某個階段後，才會定向分裂，成為多種不同的教派；由此可印證道教不創自張道陵。因而若以道教歸屬於張道陵所創不合乎於史實。因此，古道教分支为了以示区别，也就不以“道教”自称。
另一方面，《佛學大辭典》宣稱道教一詞的原意是「正道之教」，原被用以指稱佛教，後來才被用以指稱由神仙家所衍生出來的宗教，但仍有很多蒙古人稱佛教為道教。

### 興起
在南北朝時期，道教派別多、各派教義戒律各不相同的情況仍舊。此時期道觀和佛寺都大量發展，道教受到佛教影響極深，吸收了大量佛教的天文、算数、医学等学问，並開始大規模改革。北魏道士寇謙之吸收佛教輪迴觀、業力因果、諸天地獄等概念改革道教教義，又仿照佛教戒律和法會儀軌托文太上老君制定了道教戒律和破地獄等部分科儀，废除了“集体黄赤之术”、“交五斗米入道”、“男女合气之术”等習俗与教理。至此，道教建立了較為完備的教團體系和神仙體系，宗教形態達到成熟。

### 巔峰
北魏立道教為國教，標誌著國家承認了道教為統一合法宗教，甚至到唐朝時太宗皇帝崇老子（李耳）為唐朝皇室（李姓）之祖。
然而，道教派別分立且相互時有齟齬的情況未得到根本解決。據清代道士王常月稱，金末元初全真道道士丘處機又一次宗教改革，仿照佛教五戒、八戒，和沙彌、比丘、菩薩三壇大戒，制定了五戒、八戒，和初真戒、中極戒、天仙戒三壇大戒，且规定清信士必须经受戒仪式、由一名道士主持授戒才能算作道教徒。全真道自此成為佛教化最深的道教教內的教派，其關於神仙的理論亦吸收了佛教神話中的菩薩的形象，這些戒律也為整個道教普遍遵守。

### 衰落
在元朝時期，道教教內的一些教派盛極一時，但後來道教教典《老子化胡經》被判定為偽典，導致道教大量教典被焚毀，被道教霸佔的寺廟也被要求歸還給佛教，全真派因而開始勢衰，這與藏傳佛教開始受到蒙古權貴信奉一事有關。
道教在明朝開始衰落，影響力減弱，在清朝時期，道教更形衰落，自鴉片戰爭爆發以來，西洋列強開始在中華擴大勢力範圍，西洋思想的影響力被增強，道教進一步衰落，成為了五大宗教之中勢力最弱的一個宗教，在中華人民共和國被建立之後，道教被改造以適應時勢發展，道教目前在港澳台地區仍然流行，而在其他大洲，也有道教宮觀。
有説法聲稱，在明清兩朝時期結束之後，道教已然衰微，現今道教已經淪為以殺牲祭祀、符錄齋醮、臨喪招魂、除妖作法、風水勘輿等江湖術士之事為主要特徵的民間宗教，現時道教僧加大多只懂得以符水咒術傳法，與道教早期的教義幾乎背道而馳。

## 教理和教义

### 道、德、三清
天师道从创宗之初，漢代張道陵以老子的《道德经》为根本经典，将其中“道”和“德”作为基本的信仰。道教认为“道”是宇宙万物的本原和主宰，无所不在，无所不包，万物都是从“道”演化而来的。而“德”则是“道”的体现。三清尊神則是“道”最初的人格化顯現，也代表了宇宙創生的三個重要過程，即所謂「道生一，一生二，二生三，三生萬物」，三清化生出天地宇宙和自然諸神，這些稱為先天尊神（天尊），乃道所演化，先天既與道體合一。人類通過某些修煉方式可以達到與道合一的境界，這些人稱為後天神仙，最高修為者也可以達到天尊。
此外道教的至尊天神在歷史上的不同宗派道经中还有其他说法，但是，最高信仰还是在“道”。“道”在不同的年代，顯化為道教的最高神明。一是以玉清元始天尊为最高天神，二是以上清靈寶天尊为最高天神，三是以太清道德天尊为最高天神，最後，演变成三位一体的“一炁化三清”的神學理論。按《九天生神章》記載，道教的神學理論認為，三清皆是“玄，元，始”三氣所化。
道教的教主當尊太上老君。有人昧於史實，稱道教教主是張道陵。然而道教主流認為教主向來為太上老君，玉清元始天尊代表道，上清靈寶天尊代表經，太清道德天尊代表師，道經師為道教三寶，反觀道教經典中，玉清與上清一直是神化概念，並未入世，唯有太清入世傳道，就此而言道教教主自然是太清道德天尊——太上老君。

### 无为、长生、修仙
在修身方面，道教讲究“人天合一”、“人天相应”、“无为而治、不言之教”，“虚心实腹”、“归根复命”，“深根固柢”、“长生久视”、“知足不辱，知止不殆，可以长久”、“乘天地之正，而御六气之辩，以游无穷”等等。
道家视生死为一，道教则重生恶死，追求长生不老，认为人的生命可以自己做主，而不用听命於天。认为人只要善于修道养生，就可以长生不老，得道成仙。因此也就产生了许多修炼方法：炼丹、服食、吐纳、胎息、按摩、导引、房中、辟穀、存想、服符和诵经。
明朝道士张三丰认为道的功用是“修身利人”，儒家“行道济时”，佛家“悟道觉世”，道家“藏道度人”。道家讲修炼仙道，张三丰以修人道为炼仙道的基础，强调只要素行阴德，仁慈悲悯，忠孝信诚，全於人道，离仙道也就自然不远了。“人能修正身心，则真精真神聚其中，大才大德出其中。”
道教神學可以說是道家思想神秘化後的宗教學說，彼此未必完全切合，其间异同，颇值玩味。然道教既祖称老、莊，尊崇《道德經》（即《老子》）、《南華經》（即《莊子》）等眾多道家經典，毕竟吸收继承了道家思想的大量内容而加以發揮。此外，它也以道為本體統攝了《易》以及阴阳家、儒家、中医、以及上古方仙道的內容。

### 道教與道家关系辨析

太极图

道家與「道教」二詞，常被不加區別地使用。從歷史來看，這兩個詞指稱過很多不同的內容，也曾混為一談；現在也仍然有人將二者等同起來。然而，如果將道家理解為由老子、莊子開創，並在魏晉被重新發明的哲學思想流派，將道教理解為於兩漢逐漸形成，後又有若干發展分化的宗教，那麼，雖然道教在理論上汲取了道家思想的大量要素，甚至奉老子為教主，但是二者還是不能混為一談，也不能說道教理論就是道家思想。道教作為一種宗教，有其神仙崇拜與信仰，有教徒與組織，有一系列的宗教儀式與活動，其主要派別的傳承是大致清楚的。道家作為一個哲學思想流派，其思想演變與代表人物應是它被解說時最重要的內容；魏晉之後道家思想的傳承演變，現在看來還是模糊而難以說清的，但它對歷代學者文人的影響卻仍是依稀可辨的；從這個角度也可以說，狹義的「道家」指的就是先秦時代以老子、莊子為主要代表人物的哲學思想流派。
也有學者認為，道家思想與宗教或有莫大聯繫。如聞一多在《道教的精神》一文中曾指出：「我常疑心這哲學或玄學的道家思想必有一個前身，而這個前身很可能是某種富有神秘思想的原始宗教，或更具體點講，一個巫教。這種宗教在基本性質上恐怕與後來的道教無大差別，雖則形式上盡可截然不同。這個不知名的古代宗教，我們可暫稱為古道教。」
另外，道教某些人所謂長生不老，追求成仙、神通之类，而老子並未言及。道教内部的思想本身就很复杂，各派别之间也有相互龃龉的情况，也不是所有都追求长生不老，追求成仙、神通之类。

## 人物
參見道教人物列表。

## 神仙

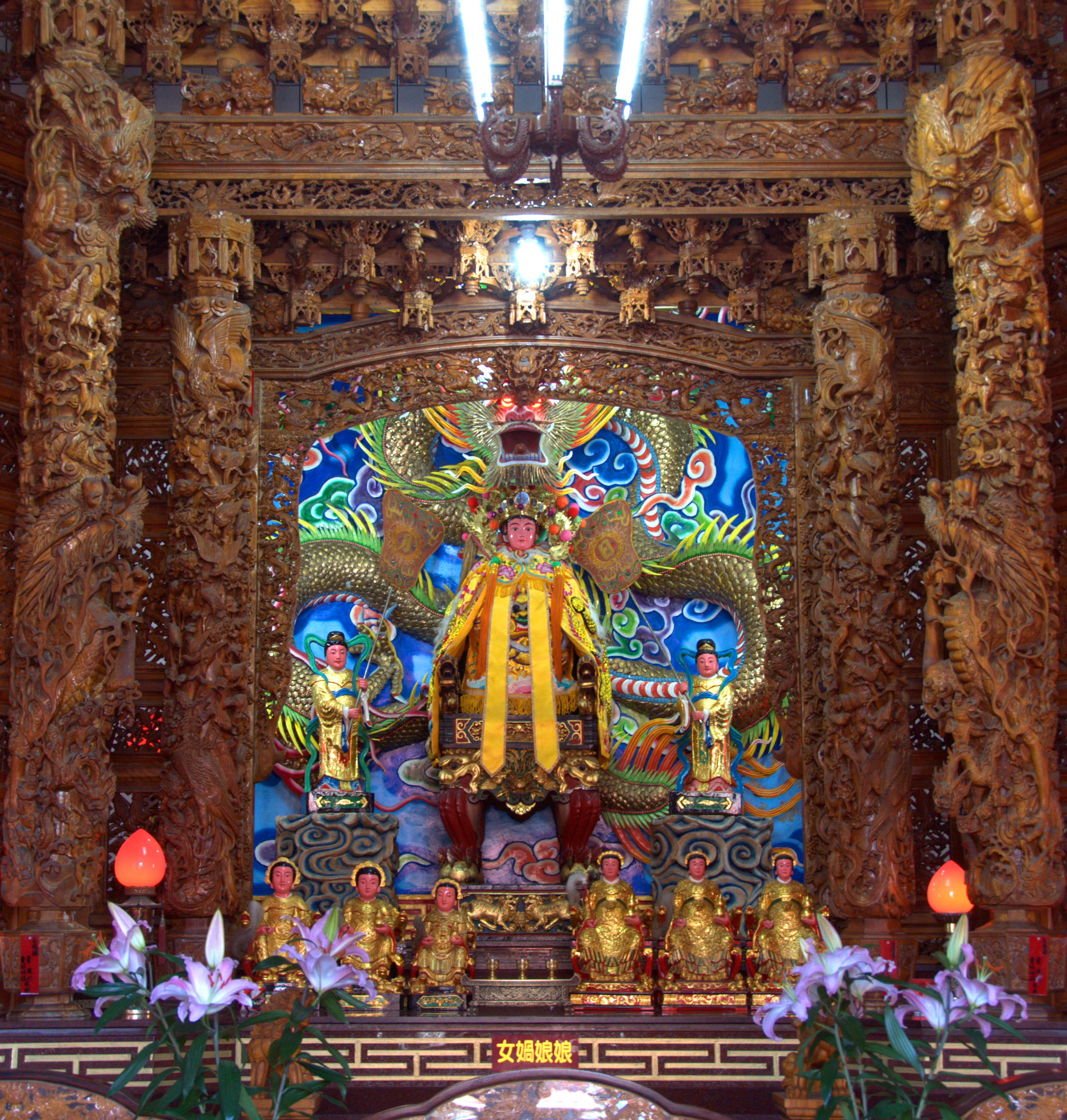
台灣宜蘭補天宮之女媧神像

道教是一個多神教，道教的最高神是由道衍化的三清（「一炁化三清」）尊神，即元始天尊、靈寶天尊和道德天尊，其中道德天尊即是太上老君。 
道教所信仰的神仙大致可分为两大类，即“神”和“仙”。 “神”是指神祇，即天神、地祇、物灵、地府神灵、人体之神、人鬼之神等，其中天神、地祇、阴府神灵、人体之神一类的“神”，是先天尊神。“仙”指仙真，包括仙人和真人，是后天经过修炼得道，神通广大，变化莫测而又长生不死之人。
“神”涵盖天神、地祇、物灵、地府神灵、人体之神、人鬼之神等。天神由道炁化生，三清（元始天尊、灵宝天尊、道德天尊）为最高尊神，四御（昊天金阙至尊玉皇大帝、中天紫微北极大帝、勾陈上宫天皇大帝、承天效法后土皇地祗）辅佐其统御三界；東王公和西王母共理陰陽二氣、調和天地、陶鈞萬品；还有三官大帝（天官赐福、地官赦罪、水官解厄），日月星辰、风雨雷电诸神等等都属于天神。地祇即土地之神，掌管土地相关事务，既有先天的五岳、四渎等自然神，也包括城隍、土地等后天人格神。物灵源于万物有灵观念，灵石、动物、植物等皆有神性，包括灵石信仰、十二生肖神、五谷之神、四季花神等。地府神灵主管并治理九幽阴曹神鬼之事，有东岳大帝、酆都大帝、十殿阎罗等，太乙救苦天尊则负责超度亡魂。人体之神是道教神仙信仰的特色，既是中国古代医学对脏腑的认识，也是存思、内观、守一、内丹等修炼方法的理论基础。人鬼之神由有功于民的祖先、圣贤、行业祖师等神化而来，承载着慎终追远与功德敬仰的文化内涵，包括祖先神（例如，三皇五帝）、圣贤神（例如，关公、岳飞）、行业神（例如，木匠祖师鲁班、茶神陆羽、酒神杜康）等等。
“仙”包含仙人与真人。仙人是道教修炼追求的长生不死、神通广大的存在，可上天入地、变化形态。其品位划分多样，例如：《抱朴子内篇》中讲:“上士举形升虚，谓之天仙；中士游于名山，谓之地仙；下士先死后蜕，谓之尸解仙。”《仙术秘库》亦称：“法有三乘，仙分五等”，分别是天仙、神仙、地仙、人仙、鬼仙；《天隐子》将仙人分作五等，在人称人仙，在天称天仙，在地称地仙，在水称水仙，能神通变化称神仙。真人是存养本性、悟得大道之人，追求精神永恒而非肉体长生，追求天人合一广大自在，如庄子被尊为“南华真人” 、列子为“冲虚真人”，王重阳、丘处机等道教祖师等均为“真人”。
道教先人認為天庭有玉皇大帝統治萬神，地獄和海中世界各有其主的概念，地府與海洋作為天庭的附屬，而天、地、海三個區域的主神即三官大帝。道教也發展出了閻羅地府和龍王水晶宮的一系列神仙官員，再加上地方神仙系列如功曹使者、山神、城隍、土地神、灶君等，并吸收了古代中國古代神話中的西王母、九天玄女等，信奉的神仙譜系極為繁雜。
《太平經》中“神仙”分為六等，張君房《雲笈七箋》道書中“神仙”分為十個等級，以道書來說，道教的神仙譜系中，最高為“三清”、“四御”，最低為“城隍”、“土地”。這是經過長期演化才逐漸定型的。如媽祖、關帝、岳王、雙忠等，本為民間的豪傑英烈，因為民間信仰而納入道教的神仙。道教早期雖然不供神像，但為了傳播方便而開始塑造神像供奉，在大型道教宮觀中，必有“天尊殿”（或曰“三清閣”）以及“四御殿”，至於其他神仙，則根據道觀之歷史、地理特點而不盡相同，並合祀“三清”神像。此外，道教先人認為人身也是一個小天地，因此人身上的各種器官，例如毛髮、五官等等也都有神靈駐守，而且還有相應的修持方法，如三尸神與庚申信仰。
道教神仙体系的构建，既源于对自然现象的敬畏、对生命奥秘的探索，也融入了历史文化中的祖先崇拜、圣贤敬仰，以及对长生久视、精神超脱的不懈追求。不同类别神仙各司其职，共同构成了一个涵盖天地人、贯通生死界、融合物质与精神的完整信仰体系，深刻影响着道教的教义阐释、修炼方法与文化传承，也折射出中国人独特的宇宙观、生命观与价值观。  

## 教派
道教内部门派众多，因分派标准不同而名称各异。

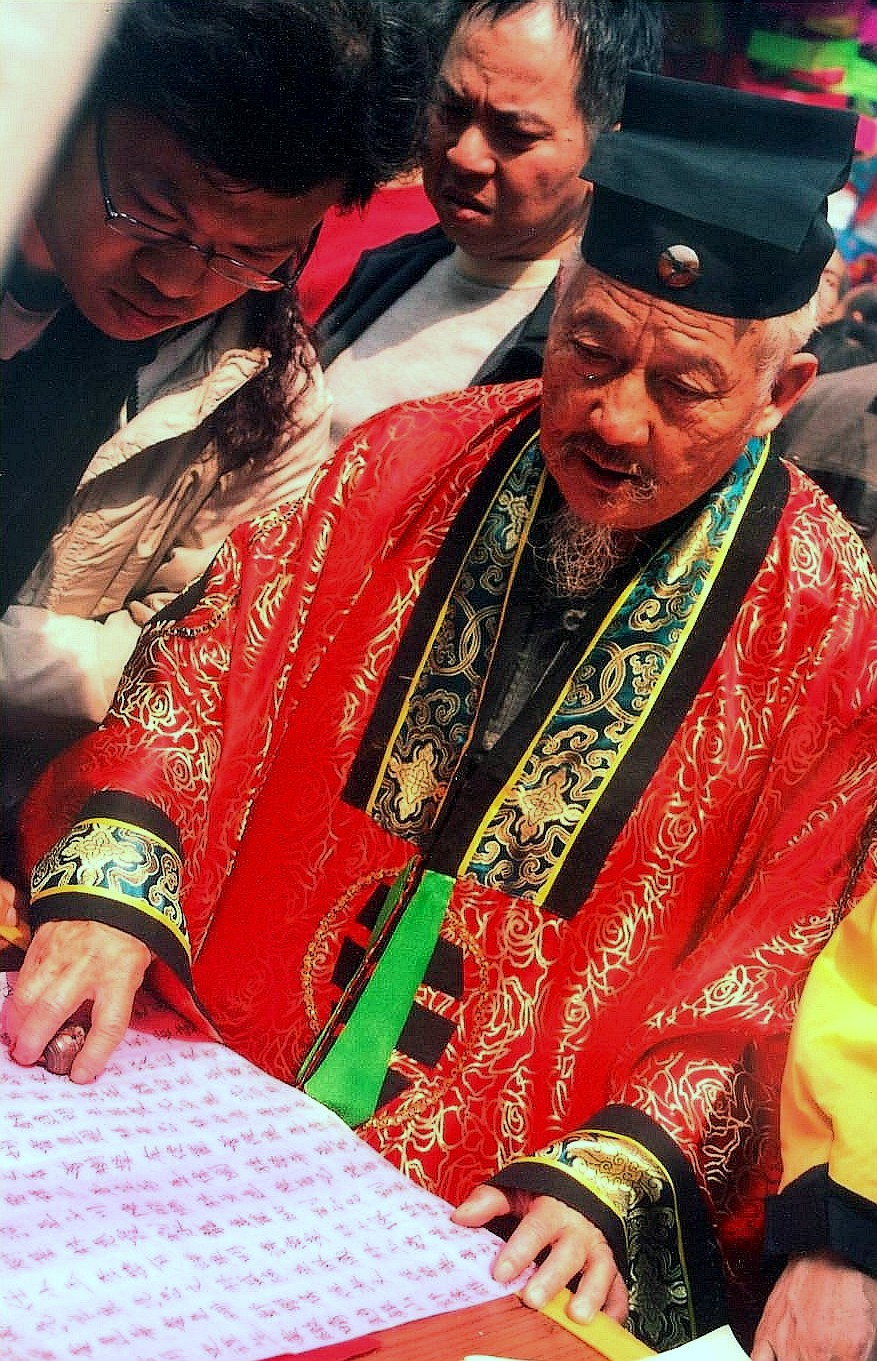
道士

历史上有正一道（祖師张道陵）、全真道（祖師王重阳）、內丹南宗（祖師張伯端）、真大宗（祖師张清志）、太一宗（祖師莫洞一）五大宗之分法，與天师道、全真道、灵宝道、清微道四大派的分法。还有道德、先天、灵宝、正一、清微、净明、玉堂、天心八派的说法。
近现代最有影响的则是符箓派和丹鼎派，就纯宗教方面分之，主要分为五个派别為：
- 积善派：主張行善施仁，累積功德，安己利人，達到天人相感為目的。
- 经典派：主要為研究道教典籍，闡釋玄學哲理，推究天人奧秘。
- 丹鼎派：主張經由性命雙修、服食辟穀等方式，達到超凡入聖、羽化登仙目的，分外丹与内丹二脈。
- 符錄派：主要以進行飛符演法（符咒）、齋醮祈禳、拜章禮斗，以治病除煞、濟人度鬼為目的。
- 占驗派：主要修為以探究命、卜、相與五行數術、預測吉凶禍福，以趨吉避凶為目的。

道教歷史上较有影响的幾個派別：
1. 正一道（天师道）：源出漢代天師道，又幾經變化。至明清時期，三洞經籙、靈寶齋醮、神霄雷法、清微雷法、混元法、淨明法、天心法、閭山法等歷代道教的符籙、祈禳之術皆歸屬正一道，因元代張天師權領天下道教，將三山符籙收歸龍虎山，改江西龍虎山天師道的「正一宗壇」為「萬法宗壇」。其道士可在家修行，不戒荤腥，可婚娶生子。其道观一般被称作为“子孙庙”。
2. 全真道：源於鍾離權、呂洞賓的內丹思想，本起自內丹北派，後和南派交融，兩者合流，繼而出現中派一說。全真道丹法影響了非全真道的內丹東派和內丹西派。創教之初強調內功、外行並重，後基於傳教需要，又引進齋醮科儀之法事。全真道下支流很多，後僅餘龙门派，至近現代又衍出武當派、嶗山派等。其道士居住在宮觀，出家清修，戒律要求茹素、獨身。
3. 净明道：南宋时创建，以江西逍遙山為傳播中心，供奉許遜為祖師，設「淨明宗壇」，明朝以后该教逐渐归入正一道。
4. 上清派及茅山宗：以江蘇茅山為傳播中心，供奉三茅真君為祖師，設「大洞宗壇」，後來收歸於龍虎山。
5. 灵宝派及閣皂宗：以江西閣皂山為傳播中心，供奉葛玄為祖師，設「靈寶宗壇」，後來收歸於龍虎山。

明朝以後，道教主要分为正一道和全真道二大派别，其他宗派全部归纳到这二个宗派之下，在清朝這一做法延續，其他教派（除儒釋道三教外）淪為祕密宗教，道教也限于這二派，到清末只剩下清微派，其餘不是併入全真正一二宗便是亡散。但自民國之後又開始變化，産生很多與這二派有別的教派，例如世界紅卍字會、悟善社、同善社、先天道及一些變體（即教義已有根本轉變的）如三一教、天地門教、一貫道、真空道、軒轅教等，但這些教派在49年後全被禁止，餘下的只在港、臺及東南亞流傳。在中国大陸僅餘三一教及天地門教。
现在北京的白云观藏有《诸真宗派总簿》，所列道派系谱共有八十七派，实际上有些只是系谱的续字，不是独立一派。另外據教內所傳典籍，應為36天教及72地教，总共应108个教派。

## 典籍

### 主要典籍
道教奉老子的《道德经》、庄子的《南华经》为最重要的两部经典，此外，文始經、太平經及黃庭經也常列為其本經典、合稱道門五經，都是無論任何教派都是必修經典。
此外，常見經典有“抱朴子”，周易參同契、鈡呂傳道集、悟真篇，都是道学必修經書。
公元471年南北朝时期陆修静编的道教《三洞经书目录》，收集历代道家著作，不仅包括哲学和道家理论，而且包括炼丹、养生、治病、气功等方面的著作。記載道教符錄、齋醮、科儀、修煉方法的經典主要有《正统道藏》、《道藏辑要》、《万历续道藏》等，這些典籍有對中國古代的政治、經濟、文化與科技等產生影響。目前主要是以明代《正统道藏》廣為流傳，歷代道教經典多收錄於此。道教的经书数量非常庞大，各派的主要经典也各不相同。
《周易参同契》是最早的丹经，称为丹经之祖，此外《抱朴子》也是道教丹鼎派的基本经典。《太平经》和《老子想尔注》也是道教早期的主要经典。《黄庭经》和《上清大洞真经》则是上清经箓派的主要经典，茅山派也非常重之。《度人经》和《三皇文》则是灵宝派和三皇派的主要经典。《阴符经》和《常清静经》也是道教两部非常重要的经书，是道士必须诵习的经书。此外，《玉皇经》和《心印妙经》也是道教徒的日常功课之一。北宋后出现了《悟真篇》、《金丹四百字》等经典。
道教南宗正一派虽然以符箓、斋醮、科仪为主，但北宋以后也主张三教一理，修炼内丹。
道教北宗全真派更主张三教合一，炼气全神，明心见性，兼融释儒，以《道德经》、《孝经》和《般若心经》三家经典为主，提倡「孝谨纯一」。

### 道藏
道藏是道教經籍的總集，是按照一定的編纂意圖、收集範圍和組織結構，將許多經典編排起來的大型道教叢書。包括南北朝的《三洞經書目錄》，唐代的《開元道藏》，宋代的《大宋天宮寶藏》（《雲笈七籤》為其精編版）、《萬壽道藏》，金朝的《玄都寶藏》，元朝的《玄都寶藏》，明代的《正統道藏》和《萬曆續道藏》和近代的《中華道藏》。
道藏經典分為三洞四輔十二部。三洞為《洞真部》、《洞神部》、《洞玄部》，所有經典內籍以這三類為大宗。

## 戒律
最早，道教原本并没有太多清规戒律，并不要求素食，不禁食肉饮酒，可以结婚生子。例如，成仙的黄帝就是饮酒食肉，娶妻生子。古时祭天采用牛、羊、豕，且须用酒，因此早期道教显然不禁止酒肉。
后来，由于外来的佛教传入，才使得道教发生变化，仿照佛教制造了一些清规戒律。道教戒律是一些约束道士思想言行的准则。是由北魏寇谦之创立，因为早期张道陵所制的道戒不严。到北魏时期道戒松散各成一体，到了隋朝根本废除集体黄赤之术和交五斗米入道。道教的戒律依照不同的教派，有着不同的内容。一般说来，全真派的戒律严于符箓派。戒律的内容主要有不得杀生，不得喝酒吃肉，不得偷盗，不得邪淫等。戒律是教徒必须遵守的，全真三堂大戒在清朝白云观高道王常月於《钵鉴》中称丘处机革新道教传统戒律，乃仿佛教沙弥，比丘，菩萨三戒之制定初真，中极，天仙戒。而且必须有一个受戒仪式一名道士才能算作教徒。根据规则的严紧程度，戒律可以分成上品戒，中品戒，下品戒。根据戒條的多少有“三戒”、“五戒”、“八戒”、“十戒”、“老君二十七戒”等。
1. “五戒”为“不杀生”、“不偷盗”、“不邪淫”、“不妄语”、“不饮酒”。
2. “八戒”为“不杀生”、“不偷盗”、“不邪淫”、“不妄语”、“不饮酒”、“不得眠坐高广华丽之床”、“不得涂脂抹粉”、“不得观听歌舞”

除戒律外，还有道教清规，就是道士犯戒以后的处罚手段。具体条例派别不同则规定也不同。

## 道术

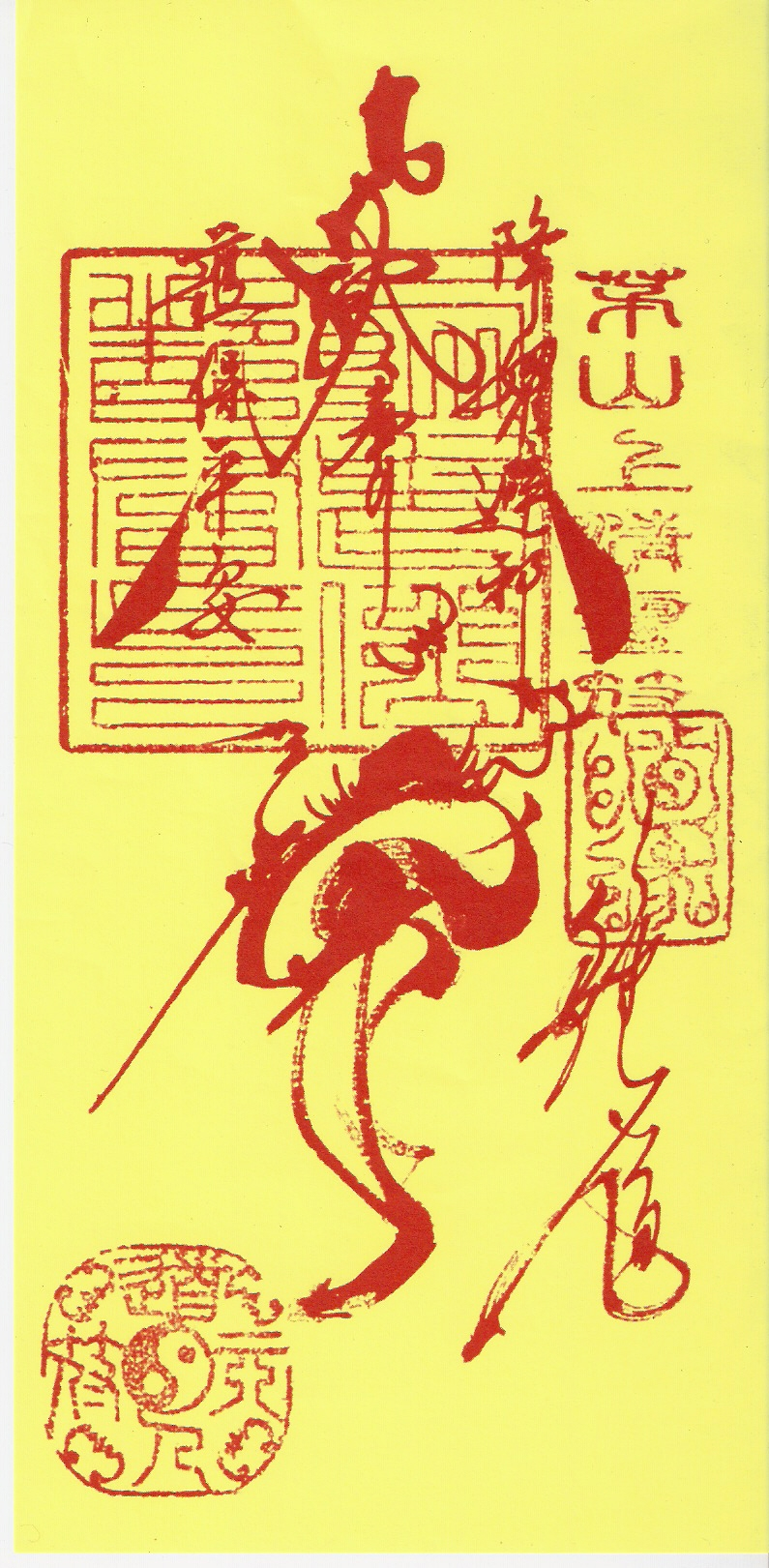
道教中的平安符（茅山上清）

道教的宗教活动十分庞杂，常與民間信仰互相影響，因此也有人稱「方術」為「道術」。
主要分两大类，道士的自身修行和道教儀式，內容包括道教經法、懺法、齋、醮、符咒、禁咒、隱遁、乘蹻、驅邪、伏魔、降妖、消災、祈禳、房中術、神仙術、辟谷、風水堪輿、占卜等。
此外道教还有许多道术。例如内观、守一、存思、辟谷等多种，具養生之效也被人归为气功。

### 煉丹
道士的自身修行成為道術，包括內丹，外丹，服食，房中等內容。
內丹則是指通過行氣，導引，呼吸吐納，在身體裏煉丹以達到長生不老的目的。外丹和內丹的用語相同，但是所指代的含義完全不同，比如把人體比喻為燒煉丹丸的爐鼎，不過理論上還是具有相通性。古時煉丹術的傳授大多師徒相承，口口相授，外人很難瞭解。將人體的三丹田稱為「三元」是道教內丹術的說法[19]。「混沌分後，有天地水三元之氣，生成人倫，長養萬物。人亦法之，號為三焦、三丹田，以養身形，以生神氣[20]。」亦有認為「三元」指元精、元氣、元神。
外丹是指燒煉丹砂鉛、汞等礦物以及藥物，製作能夠使人長生不老的丹丸。現代科學認為這些丹藥大多有毒，古人也有很多服食不當致死的例子，但外丹學仍被認為是現代化學的先驅。另外，外丹術也可指煉金術或道家法術如符籙、雷法等。

### 道教仪式
道教的仪式统称为“斋醮科仪”，斋是清洁的意思，醮是指祈祷，又称为道场。道教祭祀神仙，由于认为神仙清高洁静，因此祭祀前需要沐浴更衣，不行房、不飲酒、不食肉，进行斋戒。进行祭祀活动称为“醮”，道教仪式在发展过程中吸取了许多佛教的内容（中國佛教仪式在发展过程中亦吸取了许多道教的内容）。道教认为通过这些仪式可以去灾求福。占卜也是仪式的一部分，包括卜卦、抽签、测字等。

## 信众教团
全真教北派自金代王重陽創始後即有出家制度延續至今。正一派的出家制度則先於全真教，並有多位歷代高道爲其代表人物，其中最著名者為成就天師的薩守堅。
道教信徒称爲信士（未皈依者）、清信士、善男信女等，受三归五戒後称居士，俗家弟子互相尊称师兄、师长、道友、道侣、同道、同参等。因与汉传佛教长期互相影响，两教称谓相似或相同。
出家者则称谓较多，一般尊称道长、仙长、道士、道姑（女性）、道人、道爷、真人（位列仙班者，义爲纯真无垢之仙人）、高道等，另有高真、高功、高士、大德、羽士、羽衣、羽人、羽客、黄冠（男性）、女冠（或女黄冠，女性）、乾道（男性）、坤道（女性）和道童（刚出家的年轻人）。根据全真、正一派别的不同，又有全真道士、正一道士的异称；全真斋醮道士称法师，正一斋醮道士称散居道士；有的道士娶有妻室，又称火居道士，俗称连家道；从事丧葬仪典者称乌头道士；全真还有炼师、嗣师（未受戒）、宗师（已受戒）、律师（方丈）、大师（司戒坛者）。
道观内主持事务者称住持或方丈，是以理事房间（办公室）爲方丈长宽得此名；方丈以下的总管称监院；接待信众、宾客者称知客。
张陵及其後嗣称天师，全一派亦有道士自称天师的。

## 法具
- 香
- 符

## 音樂
道教音樂是道教文化的重要組成部分之一。道樂不僅與道教歷史同樣久遠而且秘而不傳，其旋律為古雅風格，為宗教與藝術的互相結合。道樂常見於廟宇日常早晚課誦經唱贊，各種齋醮法事、中元普渡、大型法會等宗教活動，或者信徒在各種喪葬、祭拜及日常禮神儀式上播放以求慰藉，也為道士、法師必備科儀經樂，亦常於廟宇、素食店、茶藝館、宗教藝品店日常播放，修道士平時也常用於靜坐冥想、修練氣功丹道、提昇心靈境界。

## 宫观與活动
道教的活动主要在宫观内进行。

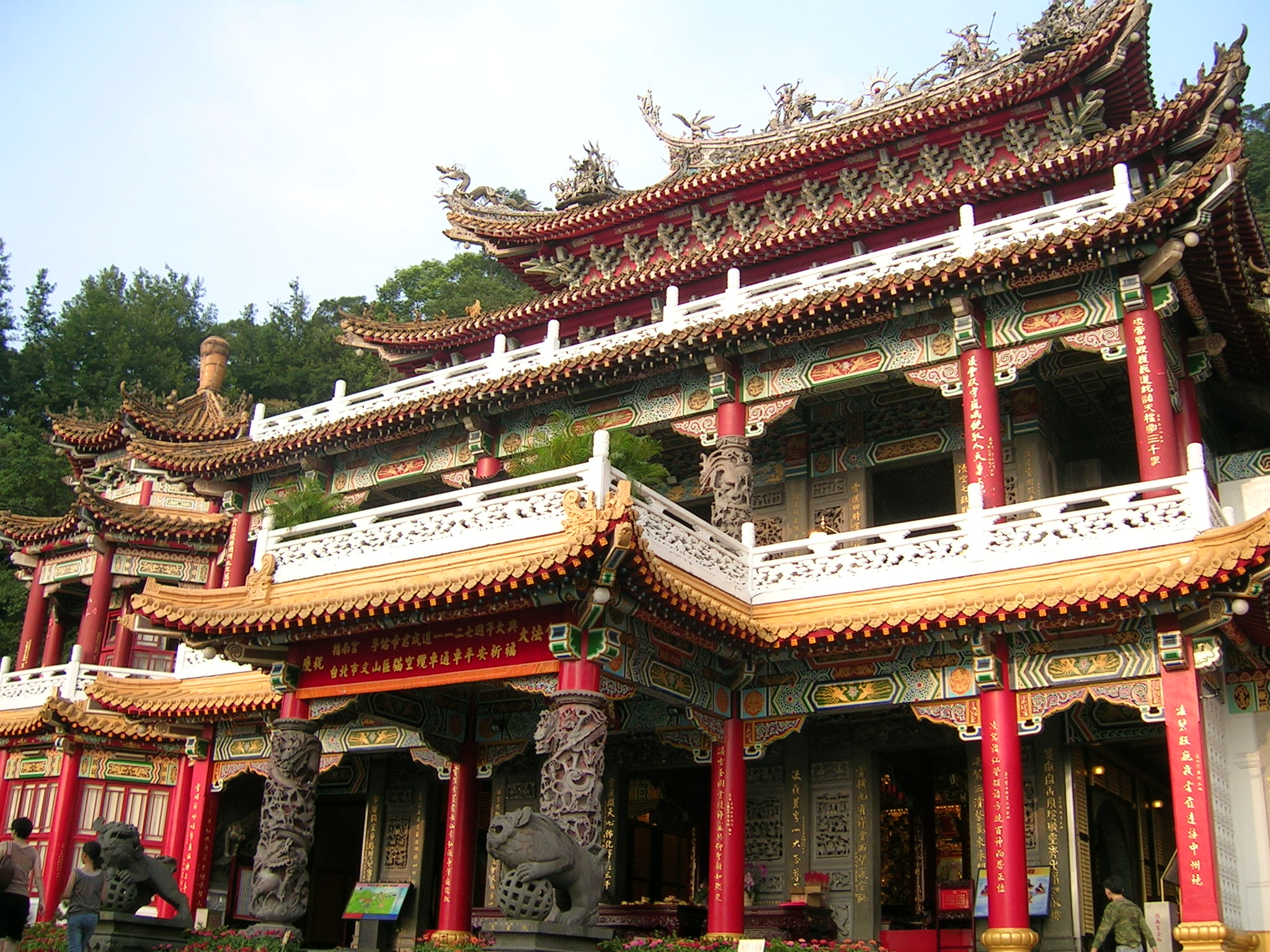
在臺北市的指南宮

道教的宗教建築泛稱為宮觀，是比較晚的事，至早也早不過唐。考其形成和演變的歷史，可以看到它們是適應道教組織產生和發展的需要，而產生和發展的。現在一般都認為，早期道教的宗教建築主要是靖（靜、靜室）和治，另有些道室名廬，治中亦可稱為館。所謂靖或靜，係奉道之家所設立的靜室，意在與家中其他之處隔離。「奉道之家，靖室是致誠之所。其外別絕，不連他屋。其中清虛，不雜餘物。開閉門戶，不妄觸突。灑握精肅，常若神居。唯置香爐、香燈、章案、書刀四物而已。」可見，它最初出現就是為區分聖與凡，道士與一般居民，奉道與俗事的界限而立。
總之，宮觀是道教理念的體現，是道教特質的象徵。具有很強的標誌性，使人一望便可知它是道教特有的宗教場所，與其它宗教比如佛教、基督教有別。
可以分为两种：廟宇指供民間信仰的信眾祭祀、供奉和求庇佑的地方；道觀则指道教徒們修鍊、傳道和舉行各種宗教儀式以及生活的場所，多位於名山大川附近以及大城市裡。

## 主要節慶
三元节是道教的大庆日子。三元節，就是「三官大帝」的誕辰，并以天官生日為上元节，为天官赐福之日，要舉行祈福法事；地官生日為中元节，为地官赦罪之日，要普渡孤魂；水官生日為下元节，为水官解厄之日，請神明為運勢不好的人消災解難。唐代三元节由皇帝下敕天下诸州禁屠三日。以夏历正月十五为上元节，七月十五为中元节，十月十五为下元节。
台湾以農曆新正年頭为道教节。新加坡等地以能農曆二月十五（道祖诞生日）为道教节。

## 各地發展

### 漢字文化圈
道教对漢字文化圈的政治、经济、哲学、文学、艺术、音乐、绘画、建筑、医学、药物学、养生学、气功、化学、武术、天文学、地理都产生了不同程度的影响。此外，它对于東亞主要民族的思维方式、伦理、道德、民俗、民族关系、文化特色等各方面也有很深的影响。

#### 中國大陆
道教对中国文化的方方面面都产生了不同程度的影响。

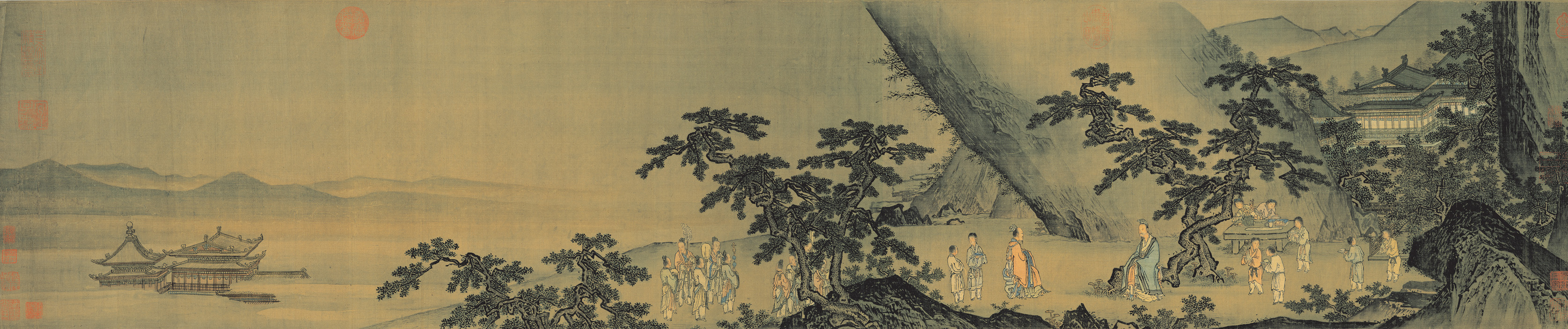
軒轅問道圖 - 黃帝在崆峒山問廣成子（國立故宮博物院）

道教中一些宗派都师徒相传一些武术和气功，例如武术中很出名的武当派，据说就是武当山上的许多道士传承的武术。道教的武术也和许多武术不同，讲究圆柔、后发制人，充分体现了道教的教理。其中像太极拳这样的武术套路，已经逐渐成为人们的日常健身活动。道教气功也是中国气功中的一大流派，全真道的修炼方法很多就是气功，对气功的探索和发展，其贡献很大。
道教的养生术还继承和发展了中国传统医学《黄帝内经》中经络学等方面内容。此外，许多道教徒研习医术，对于中医学发展颇有贡献，如葛洪、陶弘景、孙思邈等人，于中医药皆有所建树。
道教的炼丹术对火药的发明有着重要的影响。
历史上很多重要的文化人物都是道教徒。晋代书圣王羲之一家笃信正一道。唐代的大诗人李白也是位虔诚的道教徒，曾经游历各地，求仙访道，甚至炼过丹、受过道箓。这段经历给他的个性、诗歌创作乃至一生的际遇都产生了很重要的影响。李白受召入长安，受到唐玄宗等许多的道士和信仰道教朋友的推荐。寻仙过程中，他游遍五岳，给他带来大量的素材。他的诗歌中也常常出现“仙人”、“羽化”等意念。唐太宗在老子的家鄉建了「太上老君廟」；唐高宗則尊老子為「太上玄元皇帝」，認為老子是李唐宗世的祖先。唐朝君主有自稱是老子的後代子孫，還遵奉老子為始祖，並且立祠祭祀，又對老子追封帝號，同時明定朝廷官員都要修習《道德經》，並且列《道德經》為當時科舉考試的範圍。

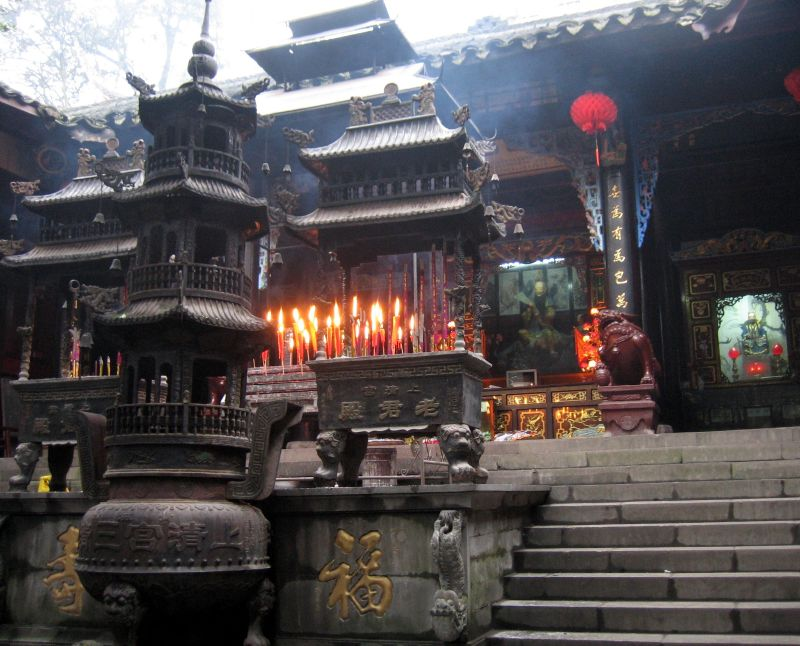
青城山上清宫老君殿

中国四大古典文学名著之一的《西游记》虽然讲述的是唐僧等四人去西天取经的故事，但全书中使用了大量道教专有的概念如心猿、意马、姹女、元神等，还构筑了一个以玉皇大帝为核心的道教神祇、神官系统。
而完全以道教为核心的最著名小说则要数《封神演义》了。书中讲述的商周战争，裏面提到與道教並立的兩個宗教闡教和截教的誤斗。书中出现的各路仙神和法寶等，属于闡教截教道教系统。

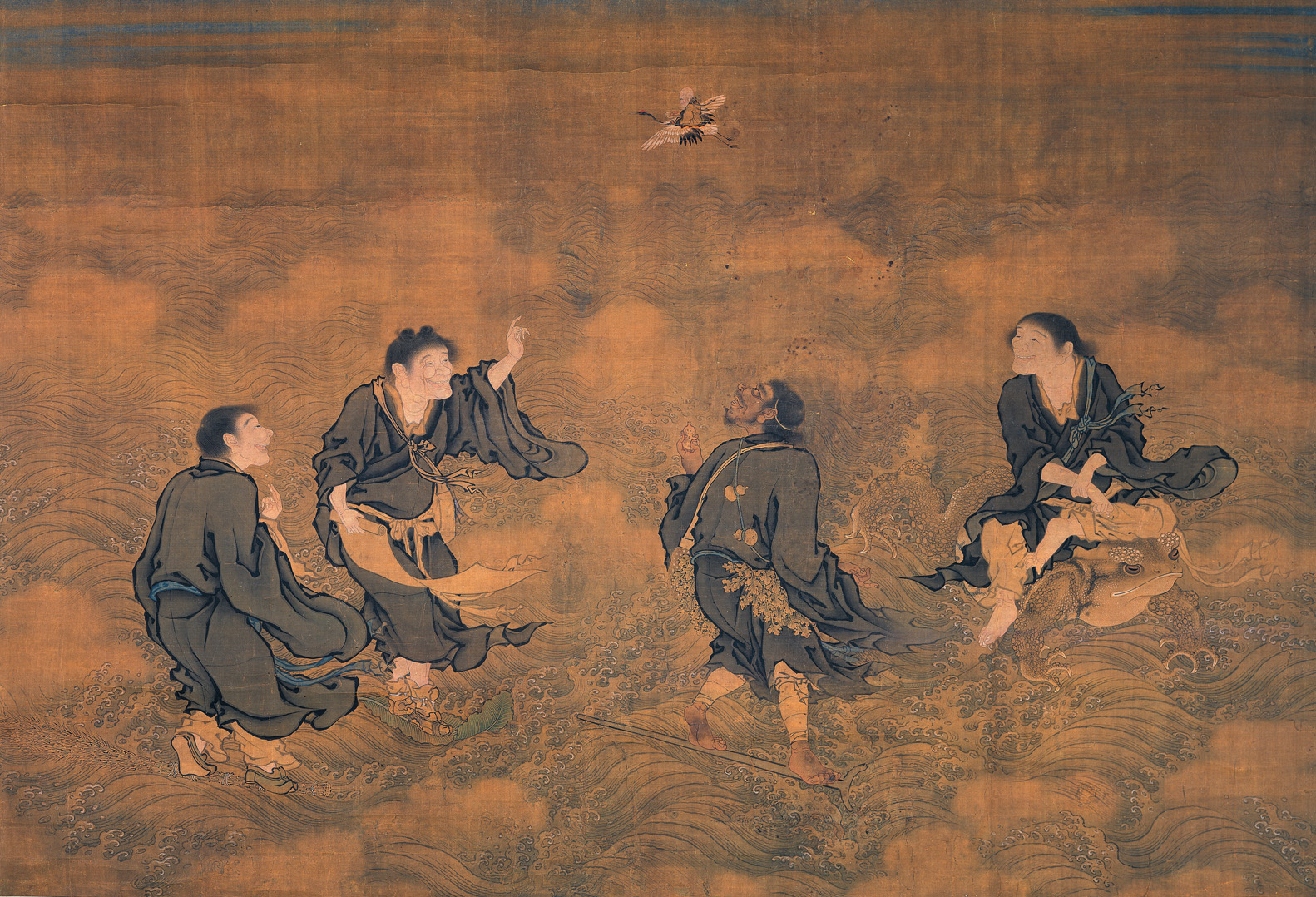
道教四仙拱壽圖（明代早期）

“天皇”在中國道教中，是表示北極星的神祇。在唐朝时期，唐高宗曾使用天皇大帝称号，与天后武则天并称二圣。高宗下旨令各地廣建修道觀，並且把自己的女兒送進道觀當女道士。也就是說道教在唐太宗與唐高宗的強力推行，可說是已成為大唐帝國的國教。

#### 香港
香港道教繼承了中國大陸道教的基本傳統，又發展出了與中國大陸道教不同的一些特點。與中國大陸地區道教漫長的發展歷史相比較，香港道教的歷史並不悠久。由於地緣之便，香港地區眾多的呂祖道堂、正一派的喃嘸道館和先天道道堂是在清末至民國時期從廣東地區傳入的，其傳入並得到發展的時間亦至多只有百餘年。
道教大約在南宋時傳到香港，但現代香港道教的主要源頭，是清末傳入的民間新興宗教。香港道教在20世紀下半葉興起，是原民間新興宗教組織以傳統道教為取向致力綜攝一事所產生的結果。
由於清末以來中國內地政權的幾次轉易，以及戰禍、內亂和經濟破壞等原因，殖民統治下的香港成為廣東人避難的港灣，同時，亦給予從廣東傳入的道教羣體、扶乩信仰、經懺儀式和科儀經書獲得保存和發展的難得機會。不僅如此，香港道教團體不僅很好地將原有廣東地區的組織形式移植到了香港，還發展成為具有現代城市特色的道教組織。
在30餘家道堂的努力下，1961年，香港道教聯合會獲准為註冊社團，1967年又獲准註冊為有限公司（責任法團），豁免利得稅和利息稅，並特准免用「有限」字樣。香港道聯會的成立，提高了道教在香港的地位，加重了道教在香港社會的分量，香港道教進入了新的發展期。
在香港道聯會的努力下，2001年至2010年香港道教界連續舉辦了十屆道教節。香港道堂多數是主奉呂祖，其次是主奉觀音。不過，黃大仙是現在香港民眾最熟悉的道教神靈。香港道堂林立，其中圓玄學院、蓬瀛仙館、青松觀和嗇色園知名度較高，有香港四大宮觀之稱。
在香港的道教團體不遺餘力地為文化教育事業、社會福利慈善的發展貢獻力量，興辦了多處學校、診所、敬老院等等。

#### 臺灣
臺灣道教基本上隨著早期的漢人移民而來到臺灣，從清朝就一直享有高度宗教自由的民間社會，經過日治時期統治仍蓬勃發展。日治前期，日本政府施行「舊慣溫存」政策，即尊重台灣舊慣，不干涉傳統宗教。日治後期，由於採皇民化政策，企圖改變台灣人民思想，日治時代的台灣，道廟非常之多，且有民間教團在守護與維護人民安全，但道廟中的民團會抵制日本政府，所以採皇民化政策大力強制道教改採佛教信仰，此舉導致台灣現今佛道不分，但是道教仍呈熱烈的蓬勃發展風貌遍佈全台。戰後，戒嚴的年代，國民政府禁止集會遊行，因此民間只能以「慶祝國慶」、「慶祝總統、副總統就職X週年」等名目向政府機關申請，才得以順利舉辦廟會。以道教法師來說台灣早期山線都是紅頭，海線才是道士，台灣清代已有福建道教閭山派，與南部靈寶派與正一派等，民國60年代成立中華民國道教會與道教太一宗，台灣道教產生變化，不過百姓雖不知道教體系，百姓的心中一直都是主要道士、法師及建醮等觀念與習俗更是深植民心。雖然科儀與中國其他地方不盡相同，道教的傳承一直在台灣發展著。
民國肇建以後，道教各派領袖倡議成立道教會，因國內軍閥割據，並未實質統合而不果，民國二十五年道教先賢圓頓子等人發起成立中華道教會，旋因抗戰軍興而中寢，民國三十六年嗣漢六十三代天師張恩溥重組不果，迨至張恩溥天師在台灣於民國四十年結合道中名人趙家焯、蕭天石、馬璧、高越天、蔣肇周、李玉階等人成立台灣省道教會，對外代表道教會，嗣後鑑於道教事務日益繁冗，乃於民國五十五年二月十三日在台北成立全國性道教會，名稱訂為中華民國道教會，並公推六十三代天師張恩溥為首屆理事長，迄今已至第十一屆。道教現為台灣重要宗教。中華民國內政部於2000年1月28日宣佈訂農曆1月1日為道教節，是台灣諸多宗教中以宗教為名稱節並訂於法律中之唯一宗教，也是現代道教史上的大事。

#### 日本本土
日本是中國隔海相望的鄰國，其古代文明起步較晚，但由於受到以中國為代表的大陸文化的影響，發展速度很快。在古代中日交往和文化交流中，道教亦曾起過重要作用，道教也將庚申信仰等系列道教文化傳到日本，使得尊崇天皇的信仰體制也是依據諸多道教元素建構。

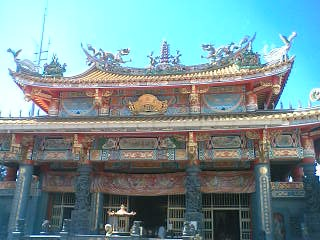
日本埼玉縣坂戶市聖天宮

中國道教是否傳入日本，日本學術界亦有兩種相反的意見。一種是認為日本古代政府拒絕道教的傳入，淡海三船的《唐大和尚東征傳》及《古事類苑》和《群書類聚》中都有明記。另一種意見認為，「道教作為宗教，其教典、道士、道觀等成體系的組織形態，並沒有傳來日本，關於這一點，目前確實無史料可證。但是道教作為思想給日本以影響，可以說已是難以否定的事實」。道教在日本的傳播，根本沒有帶有建立道觀和道士佈教等形式的教團道教傳到日本來。但是，早在公元前2世紀前後，道家思想藉由漢字從漢字文化圈的朝鮮半島傳播到了日本。
到公元5世紀前後的應神天皇、仁德天皇年間，又有大量渡來人來自以半島為中心的那些地區和中國的長江三角洲地區，他們帶來大陸文化。在奈良、平安朝時代，日本用類似民間習俗的『托盤』，從來自朝鮮半島或中國大陸的歸化人以及隨遣隋使、遣唐使去中國的留學生和留學僧帶回來的道德經典中，接受了漢字成語或知識，部分地接受了唐宋時期盛行的道教信仰，形成了一種道教形態，而江戶時代的道教形態與此不同，到了江戶時代，日本接受的是禪宗僧侶們帶來的、明代盛行的『善書』等民眾道教。這些『善書』類是從日本人群眾性的國民道德意識之『托盤』較多的地方開始接受的，其中也有幕府和大名的支持。由於印刷術的發達，這些『善書』不斷出版發行，一般民眾也容易看到。因此，對日本一般社會的影響也與以往不同。
而早在大約在七世紀，道教神仙長生思想和方術即已傳往日本。日本留學生曾在中國學習道教方技，並把道教經典帶回日本。從平安時代起，道教守庚申的信仰在日本頗為流行。《古事記》、《日本書紀》亦有記載的古代道教思想，日本最早史書中主要闡述「觀」和「天皇」幾個術語。飛鳥時代的天武天皇因喜歡道教而使用天皇作為君主的尊號。日本的修验道入山修行前念的真言（臨兵鬥者皆陣列在前）与抱朴子中内篇第四登涉篇的（臨兵鬥者皆陣列前行）幾乎一样。

#### 琉球
琉球人的文化受中国和日本本土的影响较大。从宗教上看，琉球人中既有信奉佛教和琉球神道教的，也有不少道教的信徒。不少道教神話中的神仙如媽祖及關公在琉球都有不少信眾，並且且被琉球神道教吸至其神話中收。

#### 韓國

1800年朝鮮國旗的太極

目前的韓國國旗

朝鮮道教於7世紀在朝鮮半島出現。在624年（唐朝武德七年）高句麗榮留王曾請奏唐高祖希望傳授道教教義。唐高祖李淵於武德七年，遺前刑部尚書沈叔安往冊建武為上柱國遼東郡王高麗王，仍將天尊像及道士往彼，為之講老子，其王及道俗等觀聽者數千人。翌年，高句麗榮留王又遣人人唐學佛老之法。
但是此時期道教在朝鮮半島尚未形成教團，王室為中心的人們主要把它視為保護國家的宗教，在民間老百姓把道教視同民間信仰結合起來，被融进民间信仰或其他宗教中而逐渐沒落無所知，且人們並不認為民間信仰的道教是一種外來宗教。道教從中國傳入朝鮮以前，朝鮮就存在神仙思想、山嶽信仰、靈星信仰、地方習俗性民間信仰、咒術、天文、占星術、讖緯預言術等，認為這些宗教文化形態與中國的道教具有同一性或類似性；朝鮮不存在像中國道教那樣的完整的道教形態；不可把朝鮮文化中道教文化要素當作一種外來文化看待，強調要從主體性的立場上研究朝鮮文化中的道教性質。但不管如何，已有史料可證明道教在古代朝鮮的傳播及其影響。
90年代以後，韓國開始出現了道教教團組織，並與中國道教協會建立了聯繫。

#### 越南
道教最早在東晉末年傳入越南，五斗米道孫恩在江南發動起義失敗後，其妹夫盧循率部逃至交州。而越南人李脫幫助盧循進攻交州府城，失敗後赴水自盡。吳朝以後，越南在五百年中，又先後建立過丁朝、前黎、李朝、陳朝、胡朝和後陳等朝代。在此期間，中國和越南的政治、經濟和文化的交往十分密切，此時道教隨著移民而傳入。

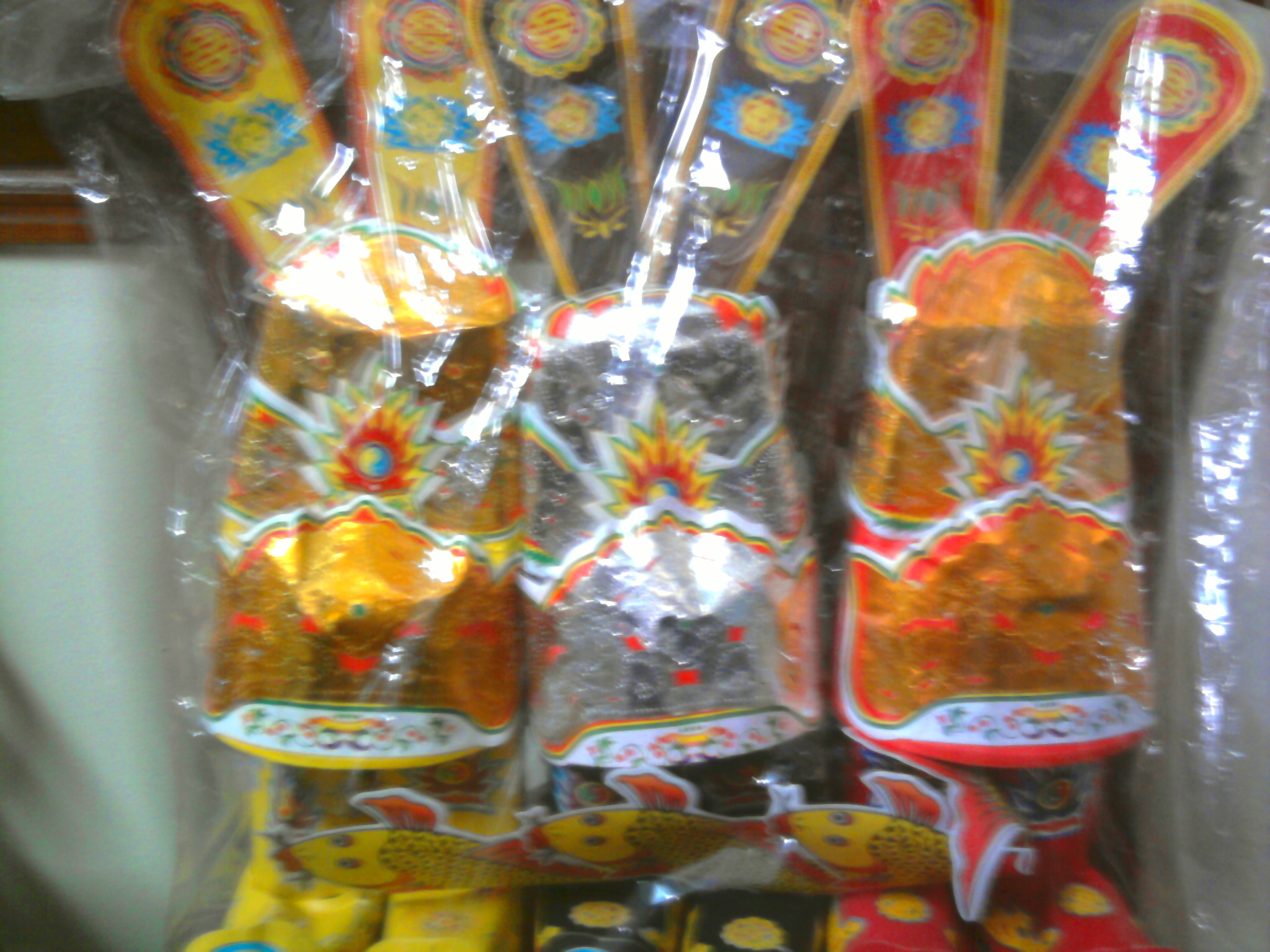
越南金靴祭品

丁朝先皇太平二年（中國北宋開寶四年，971年）曾經給佛道二教的領袖頒授官階品級，「道士鄧玄光授崇真威儀」。傳稱丁先皇在一次起兵時，還到今寧平省的「天尊洞」道觀，禮拜神明。後平定天下，遂改「天尊洞」為「安國祠」。黎朝大行皇帝在興統四年（中國北宋淳化三年，992年），曾經「宣華山道士陳先生詣闕」。陳先生當指陳摶。但是根據中國的史書，陳摶似乎並未到過越南。越南史書的記載至少說明，陳摶盛名遍傳天下，黎朝大行皇帝欲召而不得。李朝崇信三教，李太祖在位時，就興建道教宮觀太清宮，詔度道士。太祖之子李太宗登基時，道士陳慧龍還為其造「天命」，得寵信，獲賜御衣。李神宗天彰寶嗣三年（中國南宋紹興五年，1135年），神宗曾經赴五嶽觀，「慶成金銀三尊像」，據稱這是越南史書上有關越南道觀造三清神像的首次記載。
越南廣泛流傳對真武帝君的信仰。真武帝君，即玄天上帝。玄天上帝，受到宋、元、明等歷代王朝的封誥。越南的北部和中部有許多奉祀真武大帝的宮觀和神祠。河內市區北部的西湖風景區就有真武觀。真武觀，又稱鎮武觀，也稱龜聖祠。
16世紀以後，越南的南方逐漸被開發。後黎阮氏政權充分利用了許多為逃避滿清統治而到達的前明朝官員以及民眾，獎勵開墾養殖。以後，不斷有來自福建、廣東、廣西等地的華僑移居越南南方。在胡志明市等西南部的華人聚居區與華人聚居的主要城市，一些華人的會館和道教宮觀仍然在繼續活動。由廣東廣州來的華人修建的穗城會館，創建於道光八年（1828年）以前。會館有正殿供奉天后聖母、龍母娘娘、金花娘娘，偏殿供關帝等。由於穗城會館供奉的主要是女神，所以被越南民眾稱為「女廟」。
由廣東潮州來的華人修建的義安會館，創建於1902年（光緒二十八年）以前。會館有正殿供奉關聖帝君，同時奉祀福德老爺、文昌帝君、財帛星君以及天后聖母等。由於義安會館供奉的主要是男神，所以被越南民眾稱為「男廟」。
道教亦影響了當地原生宗教－母道教與高台教。

### 東南亞

#### 新加坡
创建于1821年（一说初建于1796年）的顺天宫是新加坡最早的道教庙宇，位于芽笼巷内。自1920年代后，中国南方省籍的正一派道士陆续到新加坡，设立道坛与从事科仪活动。经过几十年的发展，现在新加坡的正一派道士有福建帮(闽南帮）、福州帮、兴化帮、广东帮、客家帮和海南帮，其中以闽南帮的人数最多，影响最大。新加坡的正一派道士也于1979年成立了「三清道教会」。
1990年三月，由三清道教会与其他27间道教宫庙团体联合发起组成了「新加坡道教总会」。又邀请中国道教协会副会长黄信阳道长等全真派道士多次前往新加坡开办道士培训班、主持法事。同时还同中国大陆的正一派道观以及港台的道教团体开展广泛的联系与合作。新加坡道教协会成立于1996年，该会于每年农历二月十五日举行的道教节。1996年开始，道教徒即积极参与由新加坡共和国九大宗教所组成的新加坡宗教联谊理事会的祈福和祷告会及其他活动。二十一世纪初，修建起富丽堂皇的三清宫，主殿供奉道祖三清及真武大帝、正一天师，左殿供奉全真道吕洞宾、王重阳、丘处机三位祖师，右殿供奉孔圣人，体现全真道“三教合一”的宗旨。新加坡道教学院，和三清道教图书馆，在2008年在底在三清宫正式成立。道教学院为新加坡培养年轻的、有宗教情操、有文化涵养、能够执行道教科仪的道教工作人员

。

#### 马来西亚
正統的道教在马来西亚尚处于发展的阶段，于2006年方才加入宗教谘询理事会，成为受官方认可的宗教，一般华人民众未必能够分辨正宗道教、华人民间信仰、算命和风水术数的不同。为推广正宗的道教信仰，马来西亚道教总会将农历二月十五（太上老君诞）订为“道教节”，助信徒前往中国龙虎山归宗、传度三宝和受箓，并且举办讲座会、交流会、道教文化培训班、归宗传度法会、诵经班、国庆日祈愿大会等活动。主要的全国道教组织有马来西亚道教总会、馬來西亞道教協會、道教青年团总会、马来西亚三清道教会等。

### 其他地區
早在唐代，玄奘法師就將《道德經》翻譯為梵文傳播至天竺（印度）。
16世纪，《道德經》被歐洲人译成西方文字，17世纪以后，借助西方的商船往返，顺着西方传教士的足迹，《道德经》逐步由中国传入欧洲，西方人把《道德经》翻译成了拉丁文、法文、德文、英文等语言，老子思想逐渐传遍欧洲大陆。据说德国哲学家莱布尼兹最初正是根据伏羲、黄老的阴阳学说提出了二进制思想，并且给太极阴阳八卦起了一个西洋名字“辩证法”，当然，这种说法并没有得到有效证实。
几百年来，《道德经》的西文译本总数近500种，涉及17种欧洲文字，在译成外国文字的世界文化名著发行量上，《圣经》排第一，《道德经》排在第二。
道教在西方很多地区得到了发展。如1995年12月，英国道教协会正式在伦敦成立。这是欧洲最早成立的道教组织。1999年以来，中国道士田诚阳道长，應西班牙馬德里自治大學和巴塞羅那太極中心邀請，經國家宗教局和中國道教協會批准，赴西班牙讲学传道，教授当地信众。2001年5月联合当地弟子创立道教协会，同年的冬至，欧洲第一座道观清静宫落成，得到西班牙政府正式确认，在西班牙取得与天主教平等的合法地位。这是道教传入欧洲大陆的一个里程碑。当前欧洲地区的道教信徒仍在增加中。
在美国，亚利桑那州有一座中孚道观，纽约有天后宫，旧金山市有紫根阁，夏威夷有太玄道观。2007年，美国道教访问团一行在中美文化促进会会长曾永祥先生的带领下，对道教圣地武当山进行了参观、访问。美国道教协会拟筹捐2000万美元，在美国洛基山脉按1：1的比例修建武当山紫霄宫道观。
然而，有學者聲稱在西方世界流行的道教與流行於本土的道教之間沒有太大關係。宗教學家路易斯·科姆賈西（Louis Komjathy）用宗教學術語描述了現今的“西方式道教”（Western Daoism）或“美國式道教”（American Daoisn），其中「新時代話語社區及長青哲學的倡導者將道教文本視為'普遍智慧傳統'的一部分」。科姆賈蒂後來詳細闡述了這些「馴化、消滅和歪曲道教」的精神混合體，他表示最好將其理解為帶有「流行的西方式道家（Popular Western Taoism）」標籤的新興宗教相關運動的一部分，其中“道家”（Taoism）一詞的發音帶有硬性的"t"音。在這種結構中，“‘道教’（Daoism）對任何人來説可以是任何東西”，而流行的西方式道家“與道教的宗教傳統幾乎沒有聯繫”。

## 与佛敎之間的关系

### 綜攝
道教和佛敎作为中国的主要宗教，两者在相互競爭中又互相影響，使其更适用中国本土文化的需要。佛教傳入中國后，查清儒教及道教的思想、仪轨、祭祀等，使之变为适合中国的宗教，现今中国國內的大乘佛教的小部分科仪，可以说就是道教的一种翻版。而且道教的许多经文是參考佛教经文编写，许多仪式也參考了佛教如早晚课，施食素食等。虽然在中国古代也有吃素的人，但是當時未有大力提倡者，而是直到梁武帝在位时期才流传全国。對佛教的學習，最明顯的是全真教的出家制度与全真三壇大戒。如道教的萨祖焰口是明清时期的道士模仿元代喇嘛翻译的瑜伽焰口编写，也可以说道教的焰口是佛教的翻版，不然民间就不会说道无焰口、佛无拜斗。
道教現有的大部份教義都是源自佛敎的，如輪迴論、關於做七的説法、對天庭層次的劃分、對於不少神靈（如黑白無常、中壇元帥、四大天王、十殿閻王及慈航真人）的信仰和關於劫波的理論。
總括而言，道教在教義上受到佛教影響極深，例如關於編寫教典、修養道性、遵守戒律、三十六天、十八地獄等事宜的教義都源自佛教。

### 佛道論爭
佛道論爭是中華歷史上持續了大約一千年的重要事件。佛教在數千年前第一次傳入中華時，便開始努力地嘗試令當時的中華人接受自身，但仍不時受到本土宗教的排斥。

#### 背景
現今的宗教史學家大多認為印傳佛教在西漢帝國統治末年傳入中華。根据《魏略·西戎傳》及《魏書·釋老志》等史籍上的相關记载，在汉哀帝元寿元年（公元前二年），博士弟子景卢出使大月氏國，其國君命令伊存向景盧口授所謂的《浮屠经》。有研究者認為這本被稱為《浮屠經》的教典是目前能夠考知的第一部漢譯佛經，其內容可能與《老子經》的內容相似，因而導致往後一段時間中華人都以黃老思想解讀佛教教義。另有研究者認為雖然《浮屠經》已經亡佚，但是它可能比《佛說四十二章經》更早出現。然而，有學者對《浮屠經》是一部佛經這一説法提出了質疑，他聲稱目前沒有足夠證據顯示真的有一部後來被稱為《浮屠經》的佛經，伊存或許只是在口頭上向景盧講論佛法，不過這一點仍然有待證實。
據傳在東漢帝國統治時期，漢明帝派人到西域邀請梵僧前往中原弘法，並且命人把《四十二章經》的內容翻译為漢文，使小乘佛教得以在漢地落地生根。

#### 起因
佛教初來震旦時曾經被誤以為是古道教的分支。雖然道教最初在興起時，曾與佛教互相利用以擴大勢力範圍，但是自佛教在漢朝時期逐漸擴張勢力以來，道教因擔心其會失去自身的地位一事而在東漢帝國統治時期開始與佛教發生衝突，在曹魏帝國統治時期，著名詩人曹植侯王在其作品《辯道論》中批駁了道教所認可的關於神仙的説法，佛道論爭就此爆發，在南北朝時期，論爭變得愈來愈激烈，當時夷夏論是論爭的主要焦點，道教曾經利用當權者及老百姓的擁護以抑制佛教的勢力擴張，在南北朝時期結束之後，論爭更進入白熱化階段，兩者之間衝突不斷。

#### 過程
在歷史上，道佛兩教之間的鬥爭持續千年，道教的不少行為曾經造成三武滅佛事件，導致佛教等一些宗教受到大規模打壓，但佛教的地位仍然不斷上升，甚至逐漸超越道教。在唐朝時期，佛教蓬勃發展，佛教僧尼及寺廟的數量遠比道教僧尼及道觀的數量多，道士僅僅數以百計，而除饉卻數以萬計，這種情況使唐玄宗擔心容許佛教繼續發展這個行為會使其動搖國家對宗教的控制，因而決定削弱佛教的勢力，當時大唐帝國以道教為國教，並且壓制佛教的勢力冒起，但佛教仍在持續抗爭，在此期間 道教與佛教之間多次發生論戰，因為當時道教教義雜亂繁駁，所以道教經常無法回應佛教對道教所提出的抨擊意見。
為了抗衡佛教，道教吸收了佛教的部份教義，並且仿照佛教教典的形式 編寫了多本教典。然而，在佛道論爭中，道教始終處於下風，雖然道教透過抄襲佛教教典的內容等等來試圖抗衡佛教，但是道教仍然經常在論辯等等中落敗，大唐帝國後來甚至由支持道教改為支持佛教，佛教教內在唐朝時期出現了思想大爆發，因而漸處上風，究其原因，佛教在理論方面上具有優勢，而道教並不擅長發展複雜的理論體系，其只專注於對玄祕學的研究，此外，佛教教義精深，佛教僧尼在辯論方面上得到了良好的訓練，故此道教在多次論戰中頗顯劣勢。

#### 結果
在北宋帝國統治時期， 由於自稱「教主道君皇帝」的宋徽宗篤信道教，因此道教在其支持下大行其道。宋徽宗任用贪官、横徵暴敛，又好大喜功，導致民變四起，他甚至希望老兵郭京道士能夠以法術使宋兵擊退金兵，最後反而導致北宋帝國被大金王國攻滅。在宋朝時期，王重陽道士創立了全真派，道教在南宋帝國統治時期勢力甚大，佛教則受到不公平的對待，但另一方面，全真派承認大金帝國的正統性，甚至依附於大金帝國，在元朝初期，全真派轉而擁護大元帝國，因而得以橫行霸道，龍門派創立者邱處機道士的弟子李志常道士曾經霸佔佛教寺廟和破壞佛像等等，並且命人刊行了 《太上混元上德皇帝明威化胡成佛經》及〈老子八十一化圖〉 ，但後來大元帝國開始力尊喇嘛教，道教開始失勢。
憲宗五年，李志常道士在論辯中被來自於少林志的福裕打敗，元憲宗於是下令燒毀《老子化胡經》及〈老子八十一化圖〉等除《道德經》外的所有教典，然而，道教與佛教之間仍在互相爭鬥，直至至元十八年，元世祖下令彈壓全真派，自魏晉時期起便一直進行的佛道論爭至此終告結束，佛道兩教之間的這次鬥爭以道教慘敗一事告終。

#### 影響
佛道論爭在宗教、社會及文化等方面上造成了深遠的影響，其使中華文化變得更加豐富，佛教逐漸成為了中華的主流宗教之一。

### 關於老子化胡説的爭論
汉桓帝延熹九年（166年）襄楷所上奏章中有“或言老子出关入夷狄为浮屠”這一说法，是為老子化夷説。到了西晋帝國統治时期，佛道兩教均欲分出高下，於是天师道祭酒王浮道士在此基礎上提出了老子化胡説並正式向佛教提出挑战請求。
根據佛教方面的相關典籍上的記載，王浮及基公曾經多次與大乘佛教除饉帛遠夫士進行辯論，但王浮總是被帛遠打敗，王浮在怒氣難平的情況下，在《西域傳》的基礎上撰寫了《化胡經》以嘲辱佛教，有學者認為王浮及梁諶經常與帛遠爭辯一事的原因是佛教在當時蓬勃發展，因而對道教造成很大的威脅，故此王浮在屢次被打敗之後，決定利用認為中原文化才是正統的的老子西出化胡説來貶損佛教，並且立書確説，試圖透過激起民族仇恨情緒來抹黑佛教。然而，就在一場重要的论辯開始之前，帛远因被誣告一事而不幸被害，因而沒能及时參與论辯。據説後來王浮假托老聃之名創作了《老子化胡經》以試圖證明老子化胡説是正確的，相傳他在去世時才為作出這一舉動一事而感到後悔。《化胡經》出現之後，佛道兩教便因此而在历代辩论不断。
《太平经》提到“老子往西越八十年”。《三国志·魏书》提到“浮屠所载，与中国老子经相出入，盖以老聃西出关，过西域，至天竺教胡，及浮屠弟子合二十有九。”歷史上最為知名是堅信老子化胡並大力推廣之代表教派以大唐帝國國師為首的樓觀道。
唐朝時期，佛道兩教矛盾最為激烈。及至元朝，全真道又舊事重提以抨擊佛敎，並且跟來自於西域的僧侶爭辯，但後來 信奉北傳佛教的大元帝國皇帝忽必烈在佛敎於關於《老子化胡經》的一次佛道論戰中大勝後下令把《老子化胡經》連同刻版一起燒毀。此外，按照相關約定，《道藏》被燒毀，論辯會場上的十名全真派人士全部被剃度為僧。關於老子化胡説的爭論最後以佛教獲勝一事告終。

### 三教合流
在元朝時期開始之前，全真派創立者王重陽道士已經開始努力調和儒教、道教及佛教的教義，並且吸收漢傳佛教教內的禪宗的部份思想和宣揚出家主義，故此全真派力倡三教合流，然而，道教與佛教之間的鬥爭仍在進行，後來大元帝國於道教在關於《老子化胡經》的最後一次論戰中落敗後下令禁斷道教，導致道教從此以後分為正一派及全真派這兩個主要教派，雖然道教在明朝時期仍然流行，但是到了清朝時期，道教開始勢衰，為了挽回劣勢，道教開始將自身民間宗教化以試圖迎合百姓的需求，但正因為道教採取這種策略，所以道教最後只剩下了齋醮符籙來應對民間迷信風俗，自踏入近代以來，道教逐漸衰微，儘管在歷史上，道教屢有荒唐的事跡和作偽的紀錄，不過它也曾對醫學發展及維持倫理關係一事等等作出貢獻，故此有佛教徒表示他們仍然應該以尊重的態度看待它。然而，有人聲稱道教衰落一事的原因之一正正就是道士過於依賴對医法之术的使用，一旦這些技能受到冷落，道士便無法通過它們獲得收入，而且道教不喜歡傳法，導致其逐漸衰落。有説法聲稱在道教逐漸衰落的同時，佛教卻變得愈來愈興盛。

## 與其他宗教之間的差別

### 亞伯拉罕諸教[註 9]
道教區別於一神論宗教的最主要一點在於認可多神論，相信世上有很多神灵，大至從代表道的元始天尊、代表宇宙的玉皇上帝、代表北極星垣的紫微大帝、小至至人体的各种器官都有神灵，只是由於元神蒙塵不顯，而且它認為道是萬物的本源，乃是自然而然地有的，並非全知全能的唯一人格化的造物主有計畫的行為，這與一神論宗教的觀點形成強烈對比。

#### 基督教
道教的理想世界不同於基督教教義中的天國。道教教義中的理想世界有两种，一种是與世俗有關的，一种是與宗教有關的。
道教希望使世界成为一个公平的、和平的地方，没有灾祸、没有战争；基督教認為人生來就有原罪，人生下來就要慢慢去試煉及經歷好與壞，又认为「人生充满豐富的恩典，通過上主所給予的種種考驗去改善生命的狀況，從而以生命影響生命，讓更多人回到天主那裡」；道教却沒有原罪之說，其認為人的命運可以自己把握，壽命可以改變、延長，《西升经》云：「我命在我不在天。」或曰：「命不可改，但可改運。」同時也认为生活在世界上是一件刻苦的事情，死亡也是痛苦的，因而著重今世，將改運發揮到入世間是延壽增福，發揮到出世間則是羽化登仙，追求的是“长生久视”、长生不老這些事物，也因此有许多养生的方法，例如气功等在道教教內得到了发扬。宗教神話中的理想世界则是“仙境”，由於道教認為變得長生不老的凡人雖不會衰老，但其壽命終有一天仍會結束，因此其追求得道成仙一事，这样就能夠超生了死，在天庭过着快活的日子。不同于其它許多宗教的是，道教并不认为凡人一定在死后才能夠成為仙人，而是认为通过一些形式的锻炼，凡人有機會會變成长生不死的仙人，仙人不會自然去世，並且在夀終之後自會升仙，那時便能夠變得永生不死，永遠存活在世上，如果仍然生活在人間，過着逍遙自在的生活，便為人仙，如果被允許居住在天庭但沒有佔據任何職位，則為散仙，如果達到出神入化這個境界，則為神仙，如果鬼魂努力修行，也有機會成為鬼仙，鬼仙雖法力不強，但永遠不會再入輪迴。然而，由于肉身得道這個目標被認為是非常不容易達成的，因此后来道教便開始提倡了“屍解”等方式，成功解化者，便為屍解仙，祂們不可以騎乘神龍和遊歷九宮等等，單單只是永生不死的仙靈。
部分風景秀麗的地方由於適合修煉而被譽為人間仙境，例如所谓的“洞天福地”就是其中一些代表性的地方。
另一方面，主流基督教認為如果人願意接受默西亞所帶來的救恩，便可以在將來進入天國並獲享永生，基督教所認可的末世論也有關於新天新地的觀點。一些信奉基督教的哲學家認為在天國生活者能夠永遠享受着現今仍然生存在人間的凡人所無法想像得到的快樂，並且時刻經歷着美好的體驗等等。
道教教典《呂祖全書》曾經收錄了一篇被稱為〈救刦證道經咒〉的所謂呪文，並且將其保留了一千多年。然而，在近代 宗教學家佐伯好郎博士等人表示他們認為中間的四篇靈章實質是源自基督教的大秦景教在唐朝時期所使用的讚美詩。有宗教學研究人聲稱由於當時大秦景教及其他一些宗教備受打壓，但道教的勢力反而如日中天，因此作者可能想藉此使大秦景教在道教教內留下一些痕跡，道教居徒因而會在誦念這篇所謂的呪文時無意中讚美了翳數景尊，從而令推崇這本典籍的道教僧加因此而感到尷尬，此舉也能被用以削弱這本典籍的內容的一致性和道教傳説的可信性。

### 佛教
道教教義中的理想世界不尽同于佛教教義中的湼槃。佛教認為人生充滿苦痛；道教則是通過修煉達到長生不死的境界，長生不死脫離對於死亡的恐懼。而道教和佛教和的最主要的區別就是對待生和死的態度。道教教導其信奉者，人應該要怎麼走人生之路，並且宣稱如果成為仙人，便能夠長生不死，夀終時就能夠成為永生不死的神仙；佛教則認為人生的意義在於努力修行證得佛果。
道教認為天道是萬物的本源，其超越名言、深不可測、永恆不滅，但佛教認為天道作為自然規律，其實並非實有，而是由因緣咊合而成的，故其為有漏法 而非無漏法，故此它不是常住不變的。佛教認為空性是萬物的本根。
道教主張達到天人合一這個境界，但佛教認為成為天眾一事其實未能使之脱離輪迴，故此其所希望達成的目標是「成佛」。佛教也認為就算能夠成為永生不死的人仙，也終究難免再墮輪迴，只有成為佛佗，才能夠了脱生死。

### 一貫道
一貫道這個名稱包含了「道」這個字眼。一貫道宣扬儒、釋、道、耶、回五教合一這個理念，並且將其小部份教義融合在一起，但因為其大部份教義源自羅教等其他許多民間宗教，所以一貫道的教義與上述五個宗教的教義之間的關係不大。一貫道的中心思想以「理天法」為核心概念，而非道教教義中的「氣天法」，而且其不主張煉丹，近乎完全儒教化。
由於一貫道教義中的主要神靈是無極老母，弘法場地被稱為「佛堂」，因此本質上與正統的道教有很大不同。如今一貫道在臺灣仍是合法宗教，但在中國大陸已經被取締。一貫道聲稱其教義包攝道教及其他一些宗教的教義，而且目前道統在一貫道身上 而不在道教或其他任何宗教身上。
佛教認為一貫道是類似於佛教所講的人天乘宗教的民間宗教，雖然佛教不少僧尼認為一貫道能夠導人向善，但是他們認為信奉一貫道此舉無法導向解脫，在他們看來，一貫道教義中的理天其實只是由良心所顯現出來的地方，與佛教教義中的湼槃極其不同。另一方面，一貫道經常宣稱自身比所謂的五教更加偉大，但佛教許多信奉者不認同這些説法的正確性，並且聲稱一貫道的教義是錯誤的和對其作出猛烈的抨擊。

## 擴展閱讀
- 唐大潮：《中国道教简史》，宗教文化出版社，2001年，ISBN 7-80123-229-1
- 丁培仁：《道教典籍百问》，《宗教文化丛书》，今日中国出版社，1996年，ISBN 7-5072-0409-X
- 李养正：《道教基本知识》，中国道教协会编印（非正式出版物），1985年
- 南怀瑾：《道家、密宗与东方神秘学》，中国世界语出版社，1994年，ISBN 7-5052-0203-0
- 胡孚琛：《中華道教大辭典》：中國社會科學出版，1995年，ISBN 7-5004-1794-2
- 胡孚琛：《道學通論（修订版）》，社會科學文獻出版社，2009年
- 鄭素春：《道教信仰，神仙與儀式》（臺北：臺灣商務印書館股份有限公司，2002年）
- 窪德忠 著，蕭坤華 譯：《道教史》（上海：上海譯文出版社，1987年）
- 傅勤家：《中國道教史》（上海：商務印書館，1937年）
- Timothy H. Barrett 著，曾維加 譯：《唐代道教——中國歷史上黃金時期的宗教與帝國》（濟南：齊魯書社，2012年）
- 勞格文：〈道教於中國宗教之所為與无無為 （页面存档备份，存于）〉。
- 施舟人：〈道教生态：内在的转变——对早期道教戒律的研究 （页面存档备份，存于）〉。
- 祁泰履：〈針尖上能站多少天兵——道教理論探索 （页面存档备份，存于）〉。
- 池田知久：〈儒学的国教化与道家 （页面存档备份，存于）〉。
- 镰田茂雄：〈佛道二教的混淆形态 （页面存档备份，存于）〉。
- 吕鹏志：〈中国现存地方道教仪式新探 （页面存档备份，存于）〉。

## 附加資料
[在维基数据编辑]
 《欽定古今圖書集成·博物彙編·神異典·道教部》，出自陈梦雷《古今圖書集成》

## 外部連結
中華民國（臺灣）
- （繁體中文）中華道教網 （页面存档备份，存于）
- （繁體中文）中華民國道教會官網
- （繁體中文）道教網路資訊報導
- （繁體中文）正統道藏 道教學術資訊網站首頁
- （繁體中文）道教總廟三清宮 - 道教淺介 （页面存档备份，存于）

 香港
- （繁體中文）[http://www.hktaoist.org.hk/ （页面存档备份，存于） 香港道教è//zh.wikipedia.org/wiki/%E9%81%93%E6%95%99
- （繁體中文）靈性傳統。全球生態。香港環境 （页面存档备份，存于） 介紹不同宗教對生態的看法，並展覽香港獨特的生態面貌，完全免費，由香港浸會大學圖書館 （页面存档备份，存于）提供

 中华人民共和国（大陸）
- （简体中文）中國道教協會 （页面存档备份，存于）
- （简体中文）中國道教 （页面存档备份，存于）
- （简体中文）道教全球資訊網 （页面存档备份，存于）
- （简体中文）咒语大全网 （页面存档备份，存于）
- （简体中文）道藏全文阅读
- （简体中文）朝天观道教文化论坛
- （简体中文）道教圣城 （页面存档备份，存于）

海外
- （繁體中文）多倫多昊天茅山張家真心教
- （英文）Taoist Arts Home